# El Platanal, Tumbiscatío
El Platanal är en ort i Mexiko.   Den ligger i kommunen Tumbiscatío och delstaten Michoacán de Ocampo, i den södra delen av landet, 300 km väster om huvudstaden Mexico City. El Platanal ligger 349 meter över havet och antalet invånare är 347.
Terrängen runt El Platanal är kuperad. Runt El Platanal är det glesbefolkat, med 9 invånare per kvadratkilometer. Närmaste större samhälle är La Mira Tumbiscatio, 15,4 km söder om El Platanal. I omgivningarna runt El Platanal växer huvudsakligen savannskog.